# Großer Preis von Europa 1994
Der Große Preis von Europa 1994 (offiziell XXXIX Gran Premio de Europa) fand am 16. Oktober auf dem Circuito de Jerez in Jerez statt und war das 14. Rennen der Formel-1-Weltmeisterschaft 1994.

## Berichte

### Hintergrund
Nach dem Großen Preis von Portugal führte Michael Schumacher in der Fahrerwertung mit einem Punkt vor Damon Hill und mit 43 Punkten vor Gerhard Berger. In der Konstrukteurswertung führte Williams-Renault mit zwei Punkten vor Benetton-Ford und mit 31 Punkten vor Ferrari.
Der Große Preis von Argentinien sollte an diesem Tag wieder in den Formel-1-Kalender aufgenommen werden, aber die laufende Modernisierung der Rennstrecke von Buenos Aires führte dazu, dass dies auf den Beginn der Saison 1995 verschoben wurde. An seiner Stelle wurde ein Rennen in Jerez organisiert, das erste seit 1990, und erhielt den Titel „Grand Prix von Europa“, der im Vorjahr für das Rennen in Donington Park vergeben worden war.
Schumacher kehrte bei Benetton zurück, nachdem er vom Großen Preis von Italien und Portugal ausgeschlossen worden war, während Nigel Mansell zu Williams zurückkehrte, nachdem die CART-Saison 1994 in der Vorwoche zu Ende gegangen war. An anderer Stelle kaufte Flavio Briatore Johnny Herberts Vertrag von den Lotus-Verantwortlichen auf und transferierte ihn zu Ligier, wo er mit Éric Bernard die Plätze tauschte, während die Neulinge Hideki Noda und Domenico Schiattarella den Teams Larrousse bzw. Simtek beitraten und Yannick Dalmas und Jean-Marc Gounon ersetzten.
Mit Mansell (einmal) trat ein ehemaliger Sieger zu diesem Grand Prix an.

### Qualifying
Es gab zwei Qualifikationstrainings, jeweils eines am Freitag und eins am Samstag. Der Großteil der Fahrer fuhr am Samstag seine Bestzeit. Schumacher holte sich mit 0,13 Sekunden Vorsprung die Pole-Position vor Hill, seinem Rivalen in der Fahrerwertung, Mansell wurde Dritter, aber sechs Zehntelsekunden hinter Hill. Heinz-Harald Frentzen wurde im Sauber Vierter, gefolgt von Rubens Barrichello im Jordan und Berger im Ferrari. Herbert wurde Siebter im Ligier, Gianni Morbidelli im Footwork, Mika Häkkinen im McLaren und Eddie Irvine im zweiten Jordan komplettierten die Top Ten. Die Debütanten Noda und Schiattarella belegten den 24. bzw. 26. Platz, während die beiden Pazific-Fahrer Bertrand Gachot und Paul Belmondo sich erneut nicht qualifizieren konnten.

### Rennen
Beim Start lag Hill vor Schumacher, während Mansell hinter Frentzen, Barrichello und Berger auf den sechsten Platz zurückfiel. Mansell überholte Berger in Runde 2 und Barrichello in Runde 6 erneut, bevor der Jordan-Fahrer in Runde 12 erneut vorbeikam. Nodas Debüt endete nach zehn Runden mit einem Getriebeschaden; als er langsamer wurde, wurde er von Mansell getroffen, der daraufhin an die Box ging, um sich einen neuen Frontflügel zu holen, und aus dem Rennen ausschied.
Schumacher überholte Hill während der ersten Runde der Boxenstopps; Beide lagen deutlich vor Frentzen, der eine Ein-Stopp-Strategie verfolgte, wobei Häkkinen auf Platz vier und Irvine auf Platz fünf lag. Bei den zweiten Stopps ging Hill kurzzeitig wieder in Führung, woraufhin Schumacher für den Rest des Rennens einen komfortablen Vorsprung behielt. Frentzens Strategie schlug fehl und er fiel auf den siebten Platz zurück, hinter Berger und Barrichello. Irvine überholte Häkkinen und wurde Dritter, wurde aber aufgrund eines schnelleren zweiten Stopps erneut vom McLaren-Fahrer überholt. In der Schlussphase erlitt Barrichello einen Reifenschaden hinten links, was Frentzen wieder in die Top Sechs brachte, knapp vor Tyrrell von Ukyō Katayama.
In einem Rennen mit hoher Zuverlässigkeit fuhren am Ende noch 19 Autos, das letzte war Schiattarella (wenn auch fünf Runden Rückstand), während Mansell als letzter Fahrer in Runde 48 ausschied. Schumachers letztendlicher Vorsprung auf Hill betrug 24,6 Sekunden, weitere 45 Sekunden zurück lag Häkkinen und weitere neun Sekunden Irvine, den letzten Fahrer in der Führungsrunde. Berger und Frentzen komplettierten die Top Sechs, wobei Frentzen Katayama mit 0,2 Sekunden Vorsprung auf den letzten Punkt verwies.
Im zweiten Sauber absolvierte Andrea de Cesaris seinen 208. und letzten Grand-Prix-Start, zu diesem Zeitpunkt Zweiter in der ewigen Rangliste mit den meisten Starts hinter Riccardo Patrese.
Zwei Rennen vor Schluss lag Schumacher mit fünf Punkten Vorsprung vor Hill in der Fahrerwertung, während Benetton in der Konstrukteurswertung mit zwei Punkten Vorsprung vor Williams wieder die Führung übernahm.

## Meldeliste
| Team                      | Nr. | Fahrer                 | Chassis        | Motor                 | Reifen |
| ------------------------- | --- | ---------------------- | -------------- | --------------------- | ------ |
| Rothmans Williams Renault | 0   | Damon Hill             | Williams FW16  | Renault 3.5 V10       | G      |
| Rothmans Williams Renault | 02  | Nigel Mansell          | Williams FW16  | Renault 3.5 V10       | G      |
| Tyrrell                   | 03  | Ukyō Katayama          | Tyrrell 022    | Yamaha 3.5 V10        | G      |
| Tyrrell                   | 04  | Mark Blundell          | Tyrrell 022    | Yamaha 3.5 V10        | G      |
| Mild Seven Benetton Ford  | 05  | Michael Schumacher     | Benetton B194  | Ford Zetec-R 3.5 V8   | G      |
| Mild Seven Benetton Ford  | 06  | Jos Verstappen         | Benetton B194  | Ford Zetec-R 3.5 V8   | G      |
| Marlboro McLaren Peugeot  | 07  | Mika Häkkinen          | McLaren MP4/9  | Peugeot 3.5 V10       | G      |
| Marlboro McLaren Peugeot  | 08  | Martin Brundle         | McLaren MP4/9  | Peugeot 3.5 V10       | G      |
| Footwork Ford             | 09  | Christian Fittipaldi   | Footwork FA15  | Ford HB 3.5 V8        | G      |
| Footwork Ford             | 10  | Gianni Morbidelli      | Footwork FA15  | Ford HB 3.5 V8        | G      |
| Team Lotus                | 11  | Éric Bernard           | Lotus 107C     | Mugen-Honda 3.5 V10   | G      |
| Team Lotus                | 12  | Alessandro Zanardi     | Lotus 107C     | Mugen-Honda 3.5 V10   | G      |
| Sasol Jordan              | 14  | Rubens Barrichello     | Jordan 194     | Hart 3.5 V10          | G      |
| Sasol Jordan              | 15  | Eddie Irvine           | Jordan 194     | Hart 3.5 V10          | G      |
| Tourtel Larrousse F1      | 19  | Hideki Noda            | Larrousse LH94 | Ford HB 3.5 V8        | G      |
| Tourtel Larrousse F1      | 20  | Érik Comas             | Larrousse LH94 | Ford HB 3.5 V8        | G      |
| Minardi Scuderia Italia   | 23  | Pierluigi Martini      | Minardi M193B  | Ford HB 3.5 V8        | G      |
| Minardi Scuderia Italia   | 24  | Michele Alboreto       | Minardi M193B  | Ford HB 3.5 V8        | G      |
| Ligier Gitanes Blondes    | 25  | Johnny Herbert         | Ligier JS39B   | Renault 3.5 V10       | G      |
| Ligier Gitanes Blondes    | 26  | Olivier Panis          | Ligier JS39B   | Renault 3.5 V10       | G      |
| Scuderia Ferrari SpA      | 27  | Jean Alesi             | Ferrari 412T1  | Ferrari 3.5 V12       | G      |
| Scuderia Ferrari SpA      | 28  | Gerhard Berger         | Ferrari 412T1  | Ferrari 3.5 V12       | G      |
| Broker Sauber Mercedes    | 29  | Andrea de Cesaris      | Sauber C13     | Mercedes-Benz 3.5 V10 | G      |
| Broker Sauber Mercedes    | 30  | Heinz-Harald Frentzen  | Sauber C13     | Mercedes-Benz 3.5 V10 | G      |
| MTV Simtek Ford           | 31  | David Brabham          | Simtek S941    | Ford HB 3.5 V8        | G      |
| MTV Simtek Ford           | 32  | Domenico Schiattarella | Simtek S941    | Ford HB 3.5 V8        | G      |
| Pacific Grand Prix Ltd    | 33  | Paul Belmondo          | Pacific PR01   | Ilmor 3.5 V10         | G      |
| Pacific Grand Prix Ltd    | 34  | Bertrand Gachot        | Pacific PR01   | Ilmor 3.5 V10         | G      |

## Klassifikationen

### Qualifying
| Pos. | Fahrer                 | Konstrukteur      | Q1       | Q2       | Start |
| ---- | ---------------------- | ----------------- | -------- | -------- | ----- |
| 01   | Michael Schumacher     | Benetton-Ford     | 1:24,207 | 1:22,762 | 01    |
| 02   | Damon Hill             | Williams-Renault  | 1:24,137 | 1:22,892 | 02    |
| 03   | Nigel Mansell          | Williams-Renault  | 1:24,971 | 1:23,392 | 03    |
| 04   | Heinz-Harald Frentzen  | Sauber-Mercedes   | 1:24,184 | 1:23,431 | 04    |
| 05   | Rubens Barrichello     | Jordan-Hart       | 1:24,700 | 1:23,455 | 05    |
| 06   | Gerhard Berger         | Ferrari           | 1:25,079 | 1:23,677 | 06    |
| 07   | Johnny Herbert         | Ligier-Renault    | 1:26,241 | 1:24,040 | 07    |
| 08   | Gianni Morbidelli      | Footwork-Ford     | 1:26,048 | 1:24,079 | 08    |
| 09   | Mika Häkkinen          | McLaren-Peugeot   | 1:25,275 | 1:24,122 | 09    |
| 10   | Eddie Irvine           | Jordan-Hart       | 1:24,794 | 1:24,157 | 10    |
| 11   | Olivier Panis          | Ligier-Renault    | 1:25,384 | 1:24,432 | 11    |
| 12   | Jos Verstappen         | Benetton-Ford     | 1:35,441 | 1:24,643 | 12    |
| 13   | Ukyō Katayama          | Tyrrell-Yamaha    | 1:26,304 | 1:24,738 | 13    |
| 14   | Mark Blundell          | Tyrrell-Yamaha    | 1:25,995 | 1:24,770 | 14    |
| 15   | Martin Brundle         | McLaren-Peugeot   | 1:25,942 | 1:25,110 | 15    |
| 16   | Jean Alesi             | Ferrari           | 1:25,182 | 1:44,801 | 16    |
| 17   | Pierluigi Martini      | Minardi-Ford      | 1:25,812 | 1:25,294 | 17    |
| 18   | Andrea de Cesaris      | Sauber-Mercedes   | 1:25,407 | 1:25,411 | 18    |
| 19   | Christian Fittipaldi   | Footwork-Ford     | 1:26,094 | 1:25,427 | 19    |
| 20   | Michele Alboreto       | Minardi-Ford      | 1:26,744 | 1:25,511 | 20    |
| 21   | Alessandro Zanardi     | Lotus-Mugen-Honda | 1:26,973 | 1:25,557 | 21    |
| 22   | Éric Bernard           | Lotus-Mugen-Honda | 1:28,047 | 1:25,595 | 22    |
| 23   | Érik Comas             | Larrousse-Ford    | 1:28,042 | 1:26,272 | 23    |
| 24   | Hideki Noda            | Larrousse-Ford    | 1:29,041 | 1:27,168 | 24    |
| 25   | David Brabham          | Simtek-Ford       | 1:28,388 | 1:27,201 | 25    |
| 26   | Domenico Schiattarella | Simtek-Ford       | 1:30,069 | 1:27,976 | 26    |
| DNQ  | Bertrand Gachot        | Pacific-Ilmor     | 1:30,099 | 1:29,488 | –     |
| DNQ  | Paul Belmondo          | Pacific-Ilmor     | 1:31,162 | 1:30,234 | –     |

## Rennen
| Pos. | Fahrer                 | Konstrukteur      | Runden | Stopps | Zeit        | Start | Schnellste Runde |
| ---- | ---------------------- | ----------------- | ------ | ------ | ----------- | ----- | ---------------- |
| 01   | Michael Schumacher     | Benetton-Ford     | 69     | 3      | 1:40:26,689 | 01    | 1:25,040 (17.)   |
| 02   | Damon Hill             | Williams-Renault  | 69     | 2      | + 24,689    | 02    | 1:25,532 (10.)   |
| 03   | Mika Häkkinen          | McLaren-Peugeot   | 69     | 2      | + 1:09,468  | 09    | 1:26,656 (60.)   |
| 04   | Eddie Irvine           | Jordan-Hart       | 69     | 2      | + 1:18,466  | 10    | 1:26,259 (52.)   |
| 05   | Gerhard Berger         | Ferrari           | 68     | 2      | + 1 Runde   | 06    | 1:26,629 (40.)   |
| 06   | Heinz-Harald Frentzen  | Sauber-Mercedes   | 68     | 1      | + 1 Runde   | 04    | 1:26,947 (56.)   |
| 07   | Ukyō Katayama          | Tyrrell-Yamaha    | 68     | 2      | + 1 Runde   | 13    | 1:26,511 (59.)   |
| 08   | Johnny Herbert         | Ligier-Renault    | 68     | 2      | + 1 Runde   | 07    | 1:27,040 (63.)   |
| 09   | Olivier Panis          | Ligier-Renault    | 68     | 2      | + 1 Runde   | 11    | 1:26,613 (59.)   |
| 10   | Jean Alesi             | Ferrari           | 68     | 2      | + 1 Runde   | 16    | 1:26,410 (67.)   |
| 11   | Gianni Morbidelli      | Footwork-Ford     | 68     | 3      | + 1 Runde   | 08    | 1:26,651 (54.)   |
| 12   | Rubens Barrichello     | Jordan-Hart       | 68     | 3      | + 1 Runde   | 05    | 1:25,529 (62.)   |
| 13   | Mark Blundell          | Tyrrell-Yamaha    | 68     | 2      | + 1 Runde   | 14    | 1:27,392 (42.)   |
| 14   | Michele Alboreto       | Minardi-Ford      | 67     | 3      | + 2 Runden  | 20    | 1:27,952 (13.)   |
| 15   | Pierluigi Martini      | Minardi-Ford      | 67     | 2      | + 2 Runden  | 17    | 1:28,551 (44.)   |
| 16   | Alessandro Zanardi     | Lotus-Mugen-Honda | 67     | 2      | + 2 Runden  | 21    | 1:28,467 (67.)   |
| 17   | Christian Fittipaldi   | Footwork-Ford     | 66     | 4      | + 3 Runden  | 19    | 1:27,030 (25.)   |
| 18   | Éric Bernard           | Lotus-Mugen-Honda | 66     | 2      | + 3 Runden  | 22    | 1:29,147 (06.)   |
| 19   | Domenico Schiattarella | Simtek-Ford       | 64     | 2      | + 5 Runden  | 26    | 1:30,912 (51.)   |
| –    | Nigel Mansell          | Williams-Renault  | 47     | 3      | DNF         | 03    | 1:26,448 (36.)   |
| –    | David Brabham          | Simtek-Ford       | 42     | 2      | DNF         | 25    | 1:29,307 (21.)   |
| –    | Andrea de Cesaris      | Sauber-Mercedes   | 37     | 1      | DNF         | 18    | 1:27,635 (17.)   |
| –    | Érik Comas             | Larrousse-Ford    | 37     | 1      | DNF         | 23    | 1:27,755 (17.)   |
| –    | Jos Verstappen         | Benetton-Ford     | 15     | 0      | DNF         | 12    | 1:28,249 (15.)   |
| –    | Hideki Noda            | Larrousse-Ford    | 10     | 0      | DNF         | 24    | 1:30,525 (04.)   |
| –    | Martin Brundle         | McLaren-Peugeot   | 8      | 0      | DNF         | 15    | 1:28,355 (07.)   |

## WM-Stände nach dem Rennen
Die ersten sechs Fahrer jedes Rennens bekamen 10, 6, 4, 3, 2 bzw. 1 Punkt(e).

### Fahrerwertung
| Pos. | Fahrer                | Konstrukteur                       | Punkte |
| ---- | --------------------- | ---------------------------------- | ------ |
| 01   | Michael Schumacher    | Benetton-Ford                      | 86     |
| 02   | Damon Hill            | Williams-Renault                   | 81     |
| 03   | Gerhard Berger        | Ferrari                            | 35     |
| 04   | Mika Häkkinen         | McLaren-Peugeot                    | 26     |
| 05   | Jean Alesi            | Ferrari                            | 19     |
| 06   | Rubens Barrichello    | Jordan-Hart                        | 16     |
| 07   | David Coulthard       | Williams-Renault                   | 14     |
| 08   | Martin Brundle        | McLaren-Peugeot                    | 12     |
| 09   | Jos Verstappen        | Benetton-Ford                      | 10     |
| 10   | Mark Blundell         | Tyrrell-Yamaha                     | 8      |
| 11   | Olivier Panis         | Ligier-Renault                     | 7      |
| 12   | Nicola Larini         | Ferrari                            | 6      |
| 13   | Christian Fittipaldi  | Footwork-Ford                      | 6      |
| 14   | Heinz-Harald Frentzen | Sauber-Mercedes                    | 6      |
| 15   | Ukyō Katayama         | Tyrrell-Yamaha                     | 5      |
| 16   | Éric Bernard          | Ligier-Renault / Lotus-Mugen-Honda | 4      |
| 17   | Eddie Irvine          | Jordan-Hart                        | 4      |
| 18   | Karl Wendlinger       | Sauber-Mercedes                    | 4      |
| 19   | Andrea de Cesaris     | Jordan-Hart / Sauber-Mercedes      | 4      |
| 20   | Pierluigi Martini     | Minardi-Ford                       | 4      |
| 21   | Gianni Morbidelli     | Footwork-Ford                      | 3      |

| Pos. | Fahrer                 | Konstrukteur                       | Punkte |
| ---- | ---------------------- | ---------------------------------- | ------ |
| 22   | Érik Comas             | Larrousse-Ford                     | 2      |
| 23   | JJ Lehto               | Benetton-Ford                      | 1      |
| 24   | Michele Alboreto       | Minardi-Ford                       | 1      |
| 25   | Johnny Herbert         | Lotus-Mugen-Honda / Ligier-Renault | 0      |
| 26   | Olivier Beretta        | Larrousse-Ford                     | 0      |
| 27   | Pedro Lamy             | Lotus-Mugen-Honda                  | 0      |
| 28   | Jean-Marc Gounon       | Simtek-Ford                        | 0      |
| 29   | Alessandro Zanardi     | Lotus-Mugen-Honda                  | 0      |
| 30   | David Brabham          | Simtek-Ford                        | 0      |
| 31   | Roland Ratzenberger    | Simtek-Ford                        | 0      |
| 32   | Yannick Dalmas         | Larrousse-Ford                     | 0      |
| 33   | Philippe Adams         | Lotus-Mugen-Honda                  | 0      |
| 34   | Domenico Schiattarella | Simtek-Ford                        | 0      |
| –    | Bertrand Gachot        | Pacific-Ilmor                      | 0      |
| –    | Ayrton Senna           | Williams-Renault                   | 0      |
| –    | Paul Belmondo          | Pacific-Ilmor                      | 0      |
| –    | Nigel Mansell          | Williams-Renault                   | 0      |
| –    | Philippe Alliot        | Larrousse-Ford / McLaren-Peugeot   | 0      |
| –    | Aguri Suzuki           | Jordan-Hart                        | 0      |
| –    | Hideki Noda            | Larrousse-Ford                     | 0      |

### Konstrukteurswertung
| Pos. | Konstrukteur     | Punkte |
| ---- | ---------------- | ------ |
| 01   | Benetton-Ford    | 97     |
| 02   | Williams-Renault | 95     |
| 03   | Ferrari          | 60     |
| 04   | McLaren-Peugeot  | 38     |
| 05   | Jordan-Hart      | 23     |
| 06   | Tyrrell-Yamaha   | 13     |
| 07   | Ligier-Renault   | 11     |

| Pos. | Konstrukteur      | Punkte |
| ---- | ----------------- | ------ |
| 08   | Sauber-Mercedes   | 11     |
| 09   | Footwork-Ford     | 9      |
| 10   | Minardi-Ford      | 5      |
| 11   | Larrousse-Ford    | 2      |
| 12   | Lotus-Mugen-Honda | 0      |
| 13   | Simtek-Ford       | 0      |
| –    | Pacific-Ilmor     | 0      |